# 103
Римська імперія •  Парфянське царство •  Кушанське царство •  Східна Хань •  Сармати

## Геополітична ситуація
Римську імперію очолює імператор Траян (до 117). Імперія займає Апеннінський, Піренейський та Балканський півострови, Галлію, частину Британії, Близький Схід, Північну Африку включно з Єгиптом. Римляни ведуть війну з Дакією.
Наймогутніша держава центральної Азії — Парфянське царство, в якому править Пакор II. Наймогутніша держава Індостану — Кушанське царство. Династія Хань править у Китаї.
Триває докласичний період цивілізації мая.
На території майбутньої України, в степах Причорномор'я, мешкають сармати, північніше племена Черняхівської культури.

## Події

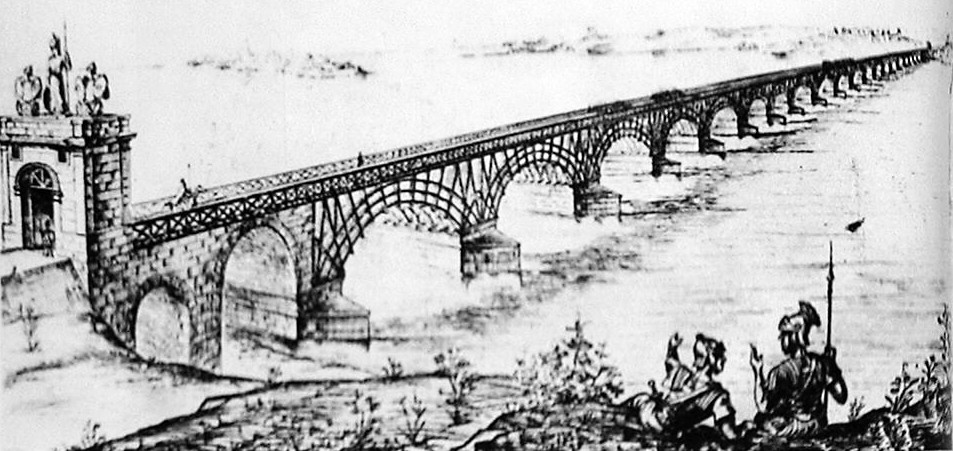
Реконструкція Моста Траяна на Дунаї

- Римські консули: Маній Лаберій Максим та Марк Ульпій Нерва Траян.
- Римські війська під керівництвом Аполлодора Дамаського починають будову Траянового моста через Дунай.
- Пліній Молодший став членом колегії Авгурів.

## Померли
- Секст Юлій Фронтін — давньоримський письменник, політичний і військовий діяч.